# 央川跳惟
央川 とうい（おうかわ とうい、1990年3月8日 - ）は、日本の男性Eスポーツキャスター、MC。岐阜県出身。株式会社Gamchew所属。別名に「TOY」（とうい）がある。旧芸名は央川跳惟（読みは同じ）、出口跳惟。既婚。

## 経歴
スターダストプロモーションが主催した『e スポーツキャスターオーディション』に合格。2019年6月よりスターダストプロモーションゲーム事業部へ所属しキャスター活動を開始することとなる。
現在MC業を始めるまでは、舞台役者、ミュージカル役者として舞台に立っているほか、ダンスインストラクター、声優（かつてはケッケコーポレーションに所属）等の活動をしていた。また、映像系の事務所で活動していたとも語っている。
2024年3月31日をもってスターダストプロモーションを退所し、フリーに転向。
2025年3月28日、株式会社Gamchewへの所属を発表した。

## 人物
出身は岐阜県。
血液型はB型。
特技はダンスとスキー。ダンスにおいてはその特技を生かし舞台作品の振り付けを行う。
イベント、企業主催のゲームMCをする傍ら、声優の大塚みずえとともにWebラジオやYouTubeチャンネルを企画、出演していた。
2022年10月1日の同チャンネル配信動画内にて入籍したことを発表。
芸名の央川については舞台で共演歴があり尊敬する声優の江川央生より2文字を拝借してつけていると江川ゲストの動画回で語っている。

## 出演

### MC・実況関連
- EVO Japan(実況)
- EBiDAN THE LIVE 2019 CHALLENGE STAGE(MC)
- 東京ゲームショウ SCFステージ(MC,実況)
- 創立60周年記念式典、CMC GROUP Festival(MC)[6]
- eSports MO-DE in ヨルモウデ™️(MC)[7]
- 人気声優4名が『モンハンワイルズ』同時実況プレイに挑戦！(MC)[8]
- 新作アイドルゲーム『STELLAR IDOL PROJECT』リリース記念生放送(MC)[9]

### テレビ番組
- 勇者ああああ（2020年1月31日　ゲームプレゼンテーション企画に参加）[10]

### ラジオ番組
- F.L.A.G./fm yokohama（2022年8月5日、2022年8月12日　さいか屋Welcome to esports radio　コーナーゲスト）

### Webラジオ
- 大塚みずえのココロ心断塾

2018年6月28日 第5回放送よりアシスタント・塾生TOYとして

### YouTube
- みず&とーいchannel[11]

2020年5月5日のスタートよりMCとして出演。声優をゲストに招き、その人となりをインタビュー形式で紹介するチャンネル。現在は声優に限らず、多岐にわたるゲストを迎えている。「声優オモテウラ」とライブ配信「Barみずえ」「Cafe TOY」が主なコンテンツ。
後にコンビ解消し、大塚みずえが単独チャンネルとして引き継ぐ。

### ゲーム
2014年
- LostTechnology　- サディアス役※出口跳惟名義。

### 舞台
- 歩く人[12]（2014年2月）

ガリ役。出口跳惟名義出演。
- ミュージカル「少年探偵長」（2014年8月）

出口跳惟名義出演。
- インプロショー即興23区（2017年9月）

大塚みずえ企画、即興23区制作の即興演劇。出口跳惟名義出演。
- あらしのよるに（2017年11月）

W-ripple（大塚みずえ、尾崎えり）企画、きむらゆういち原作の舞台。出口跳惟名義で出演、振り付けを担当。
- 戦国即興合戦（2018年4月）

大塚みずえ企画、即興23区制作の即興演劇。出口跳惟名義出演。
- 私立即興学園（2018年11月）

大塚みずえ企画、即興23区制作の即興演劇。TOY名義で出演。
- 即興商店街（2019年6月）

大塚みずえ企画、即興23区制作の即興演劇。TOY名義で出演。オープニング部分の構成、演出、撮影、編集、振り付けを担当。
- 僕らは、宇宙へ出かけた。（2020年1月）

大塚みずえ企画、即興23区制作の即興演劇。